# 中华民国外交部 (汪精卫国民政府)
汪精卫国民政府成立的中华民国外交部于1940年3月成立。

## 主要作為
1940年11月30日與第二屆近衛文麿內閣簽訂待遇苛刻的《中日基本條約》，外交極受掣肘。為求外交突破，自1942年10月籌備，1943年1月9日汪精衛國民政府正式向英美宣战，日本基於軍事同盟，大幅減少外交掣肘。1943年7月中支那派遣軍向汪精衛国民政府交還上海公共租界等租界。1943年10月31日廢除苛刻的《中日基本條約》，改與東條英機內閣簽待遇平等得多的《日本國中華民國間同盟條約》。

## 機構沿革
外交部隶属行政院，行政院副院长褚民谊兼任外交部长。下设参事厅、秘书厅、总务司、通商司、亚洲司、欧洲司、美洲司、交际处等。1943年1月，侨务委员会撤销，改设立外交部侨务局。

## 主要官员
外交部主要官员包括：
- 部长：褚民谊（1940年3月31日任）、徐良（1940年12月12日任）、褚民谊（1941年10月2日复任）、李圣五（1945年4月26日任）
- 政务次长：徐良（1940年3月31日任）、汤良礼（1941年5月1日任）、周隆庠（1941年10月21日任）
- 常务次长：周隆庠（1940年4月1日代理）、陈允文（1941年11月4日任）
- 次长：周隆庠（1943年1月19日任）、吴凯声（1943年9月21日任）、沈觐扆（1945年1月23日任）、陶树模（1945年6月19日任）
- 简任秘书（1944年5月在职）：高齐贤、朱旭
- 通商司长：陈海超（1940年4月1日任）、潘坤耀（1944年5月在职）
- 亚洲司长：周隆庠（1940年4月1日任）、徐羲宗（1944年5月在职）
- 总务司长：冯攸（1940年4月1日任）、陈国丰（1944年5月在职）
- 欧美司长：张剑初（1944年5月在职）
- 欧洲司长：黄丕杰（1940年4月1日任）
- 侨务局长：戴策（1944年5月在职）
- 美洲司长：胡道维（1940年4月1日任）
- 条约司长：王怀份（1944年5月在职）、戴策（1944年5月在职）
- 交际处长：尤文藻（1940年4月1日任）
- 驻沪办事处长：周钰（1940年4月1日任）
- 驻日本办事处长：孙理甫（1940年9月11日任）
- 驻日本东京总领事：范汉生（1940年9月11日任）
- 驻日本神户领事：彭东原（1941年1月14日任）、范汉生（1941年11月11日任）
- 驻日本京都领事：林耕宇（1941年11月11日任）
- 驻日本横滨领事：朱世伟（1941年11月11日任）
- 驻日本长崎领事：潘耀华（1941年11月11日任）
- 驻日本大使：褚民谊（1940年12月12日任）、徐良（1941年10月2日任）、蔡培（1943年3月31日任）
- 驻满洲国大使：廉隅（1940年12月31日任）、陈济成（1943年2月9日任）
- 驻德国大使：李圣五（1941年9月11日任）
- 驻西班牙公使：王德炎（1941年9月16日任）
- 驻罗马尼亚公使：李芳（1941年9月16日任）
- 公使兼驻日本大使馆参事：谢祖元（1944年5月在职）
- 驻意大利大使：吴凯声（1941年9月18日任）
- 驻丹麦公使：李圣五（1942年2月24日任）
- 驻克罗地亚公使：吴凯声（1942年2月24日任）
- 驻匈牙利公使：李芳（1942年2月24日任）
- 公使在部办事：王廷章（1940年3月30日任）、张国辉（1940年3月30日任）、周钰（1940年6月18日任）、廖家楠（1940年7月16日任）、王英儒（1944年5月在职）、张超（1944年5月在职）、薛蓬元（1944年5月在职）、沈觐扆（1944年5月在职）
- 全权大使在部办事：汤良礼（1940年3月30日任）、吴颂皋（1944年5月在职）、廉隅（1944年5月在职）
- 驻粤特派员：周秉山（1940年4月24日任）